# Simmering
Simmering () è l'undicesimo distretto di Vienna, in Austria ed è situato nella zona sud della città.
A est è delimitato dal Danubio e dal Donaukanal (canale del Danubio), a ovest dalla ferrovia. Il punto più basso di tutta Vienna si trova in questo distretto, che ospita diversi cimiteri, tra cui il cimitero centrale della città (Zentralfriedhof).

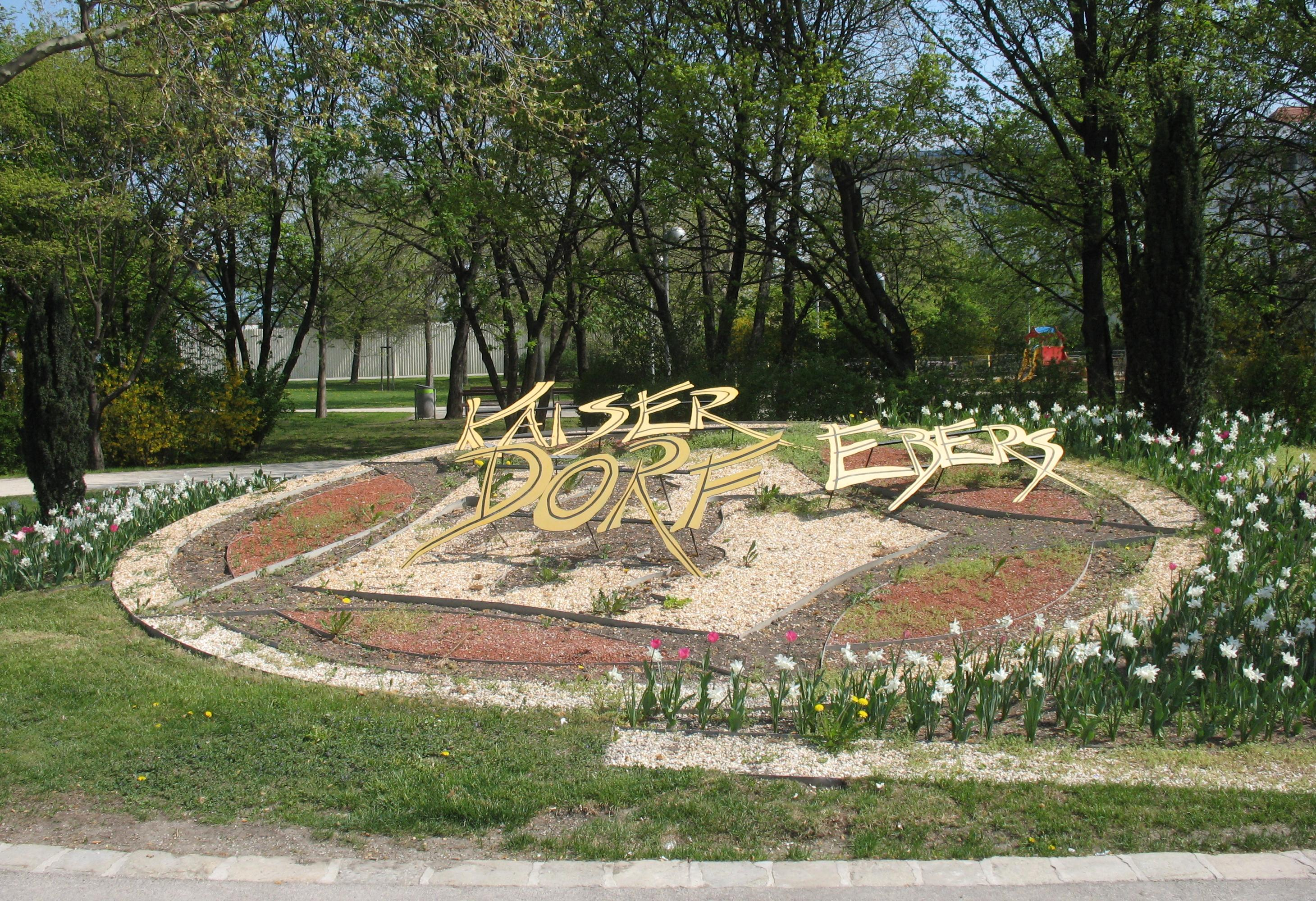
Kaiserebersdorf.
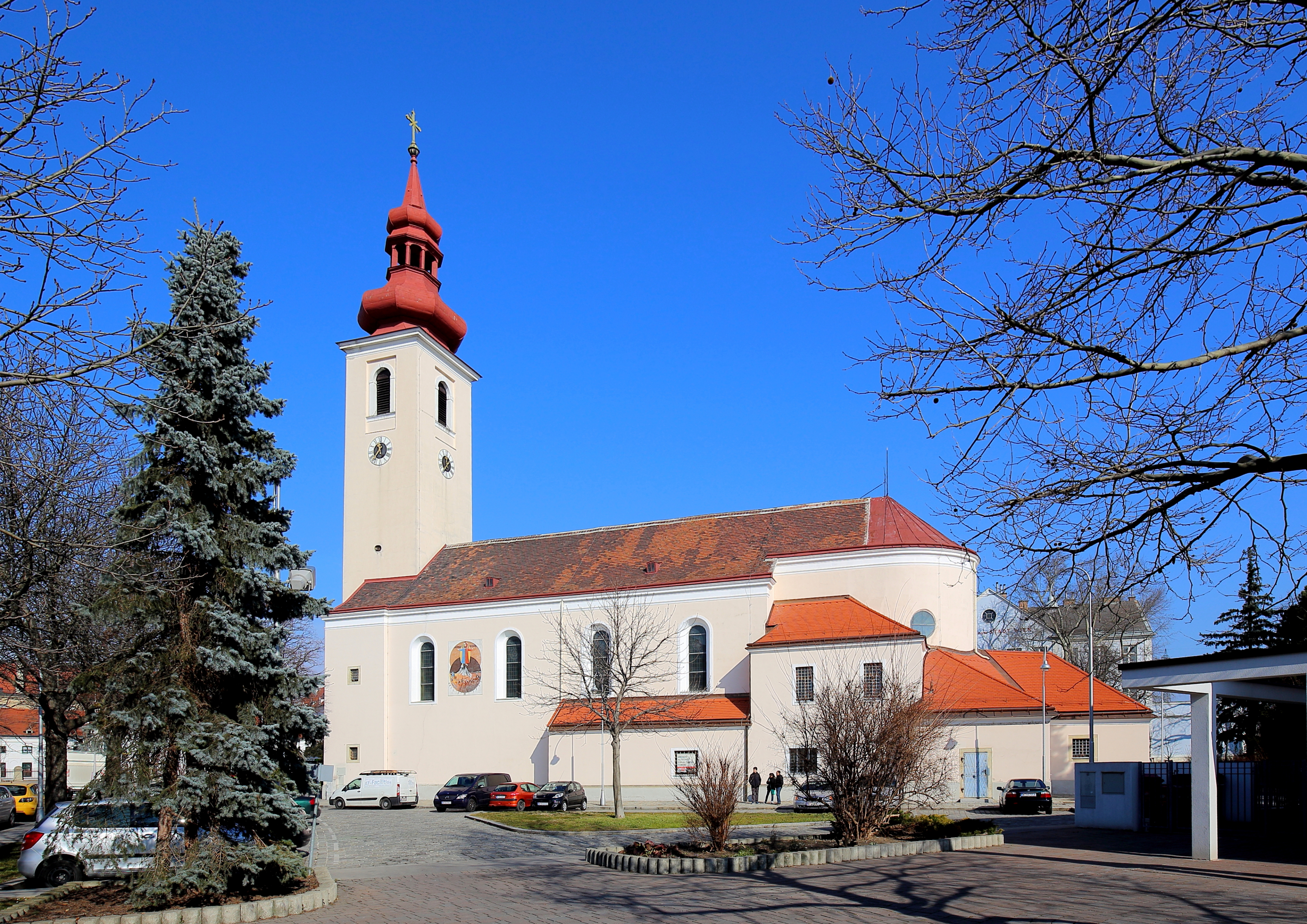
Chiesa dei santi Pietro e Paolo.
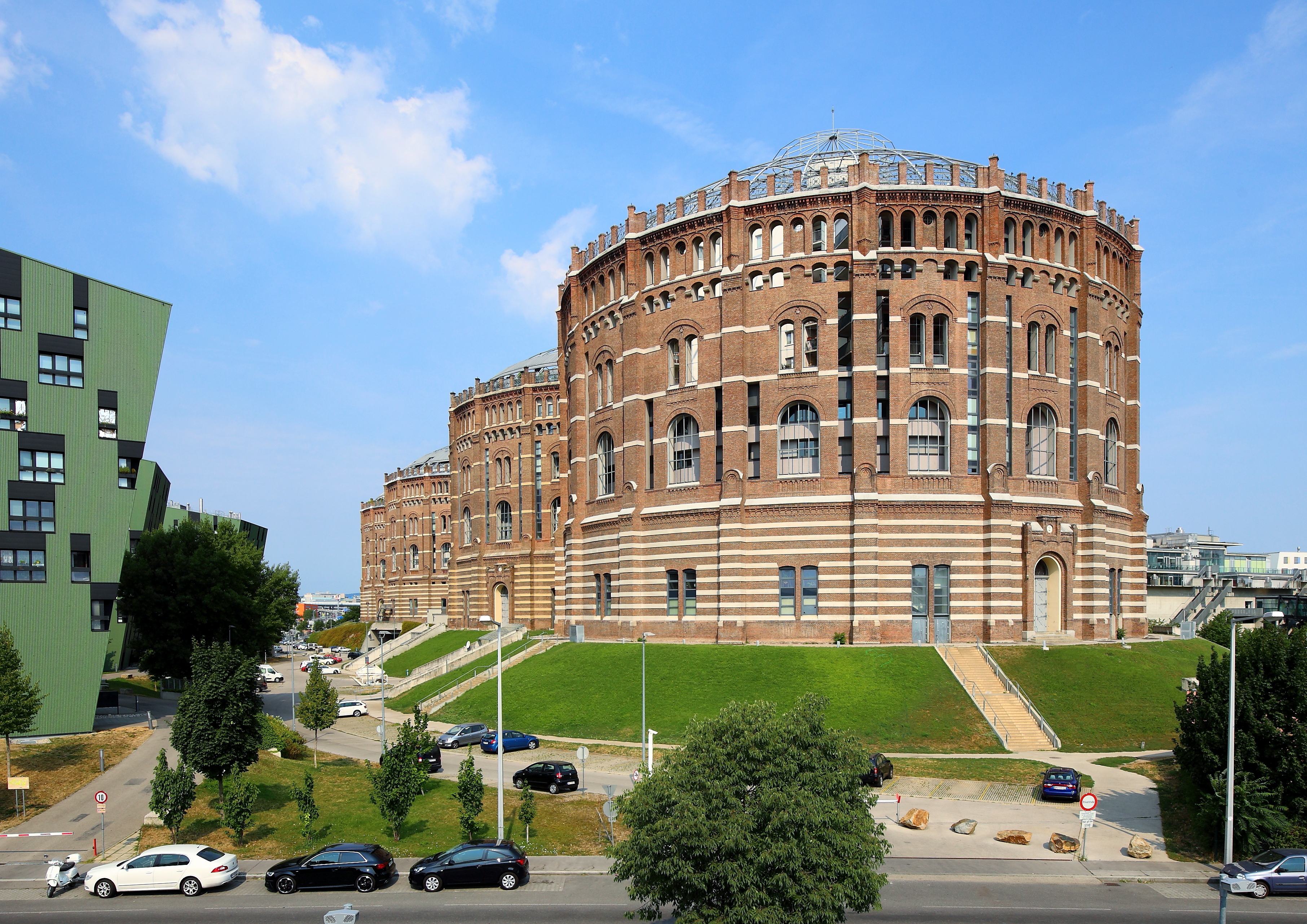
Gasometro C, ora trasformato in complesso residenziale.